# Peter Bagge (1743–1819)
Peter Bagge, född 10 augusti 1743 i Göteborg, död 13 juni 1819 i Uddevalla (på tillfälligt besök), var en köpman verksam i Göteborg. Peter Bagge tillhörde den vitt utgrenade släkten Bagge från Marstrand. Han var son till grosshandlaren Peter Samuelsson Bagge som ägde skeppsvarvet Viken i Göteborg och sonsons son till kyrkoherden i Marstrand och riksdagsmannen Fredrik Bagge (1646–1713).
Efter studier erhöll Peter Bagge burskap i Göteborg 1767. Han var primus motor bakom åstadkommandet av en sammanhängande segelled från Vänern till Kattegatt, Trollhätte kanal. Han hade sedan länge följt de återkommande förslagen i ärendet och framlade själv 1793 ett förslag om bildandet av ett bolag, Trollhätte kanaldirektion. Förslaget gick ut på att de av kronan färdigbyggda slussarna skulle överlåtas till bolaget, vilken sedan skulle slutföra projektet. Bagge blev en av bolagets två verkställande direktörer. År 1800 kunde kanalen öppnas för trafik. En av Trollhättans slussar bär hans namn. Han fick 1918 Peter Bagges Gata uppkallad efter sig i stadsdelen Kungsladugård i Göteborg. Han har även en gata uppkallad efter sig i Trollhättan, Peter Baggegatan, som ligger i stadsdelen Stavre.
Bagge skrev i tidsskriften Hwad nytt? Hwad nytt?
Han ligger begraven på Baggeska begravningsplatsen, på hans före detta säteri Nygård.